# Kanelovité
Kanelovité (Canellaceae) je čeleď nižších dvouděložných rostlin z řádu kanelotvaré (Canellales). Jsou to dřeviny s jednoduchými střídavými listy, rozšířené v tropické Americe a Africe. Kanela bílá slouží jako náhražka skořice.

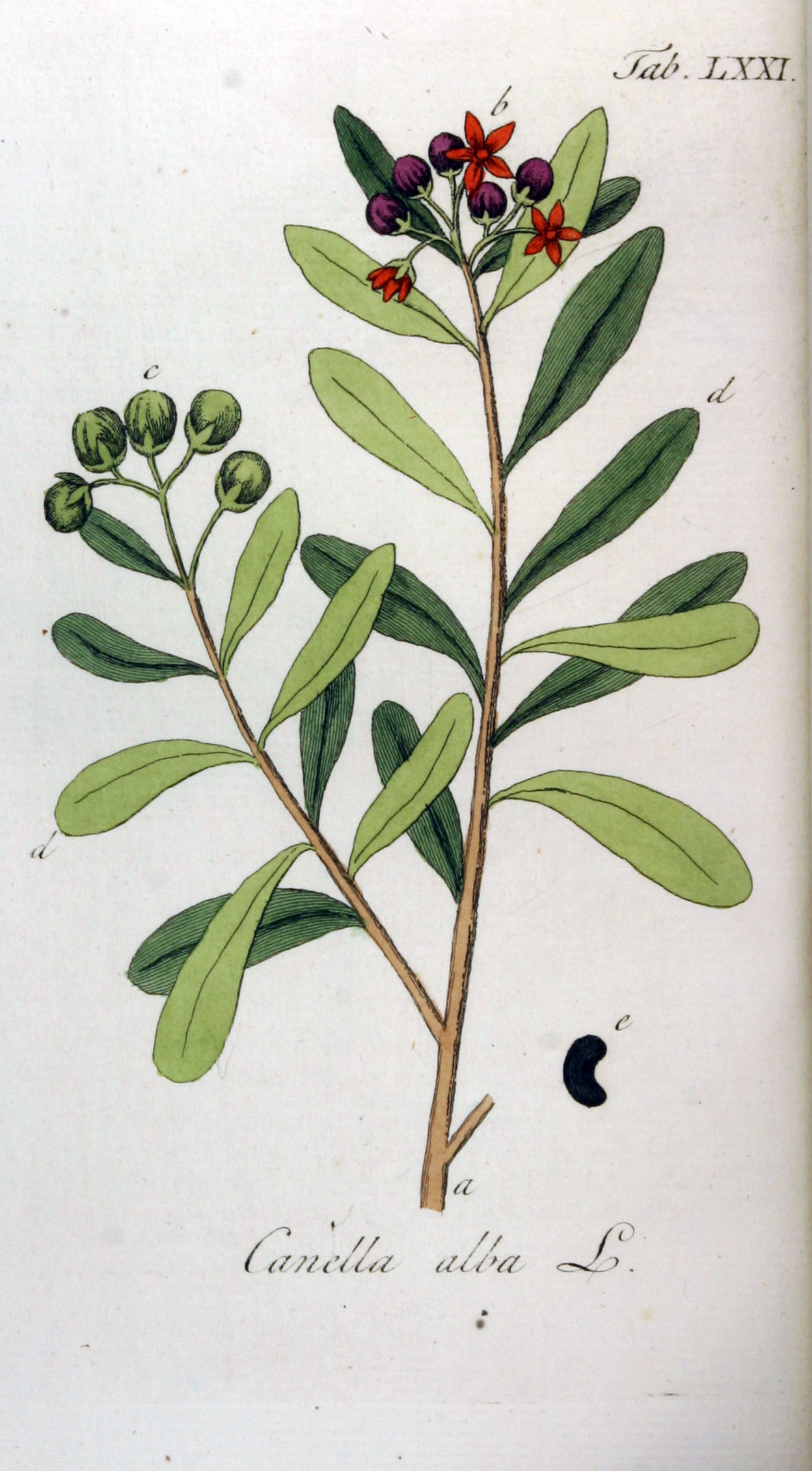
Kanela bílá, kresba z roku 1813

## Popis
Zástupci čeledi kanelovité jsou aromatické stromy, méně často keře. Listy jsou jednoduché, celokrajné, střídavé, často tuhé a kožovité, se zpeřenou žilnatinou, bez palistů. Na čepeli jsou často průsvitné tečky, tvořené siličnými žlázkami. Dřevo je homoxylické, bez cév. Květy jsou oboupohlavné, pravidelné, uspořádané v koncových nebo úžlabních vrcholících či hroznech, řidčeji jednotlivé v úžlabí listů. Okvětí je rozlišené na kalich a korunu. Kališní lístky jsou obvykle 3. Korunních lístků je nejčastěji 5 až 12, v 1 nebo 2 řadách, volné nebo na bázi srostlé. Tyčinek je 6 až 12 nebo mnoho, nitky jsou srostlé do trubičky. Semeník je svrchní, srostlý ze 2-6 plodolistů, s jedinou komůrkou. Obsahuje 2 až mnoho vajíček. Plodem je dvou až mnohasemenná bobule.

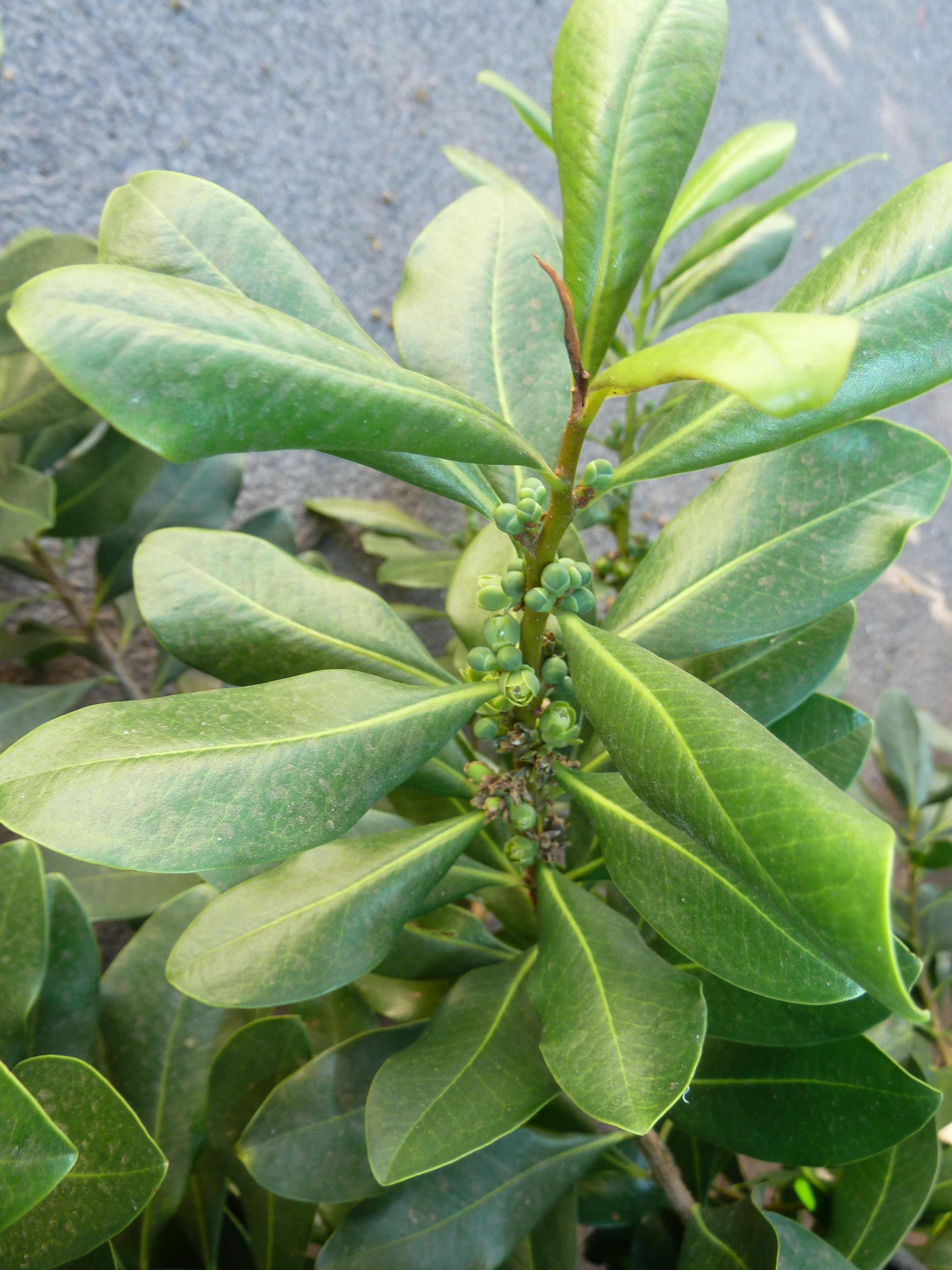
Warburgia salutaris
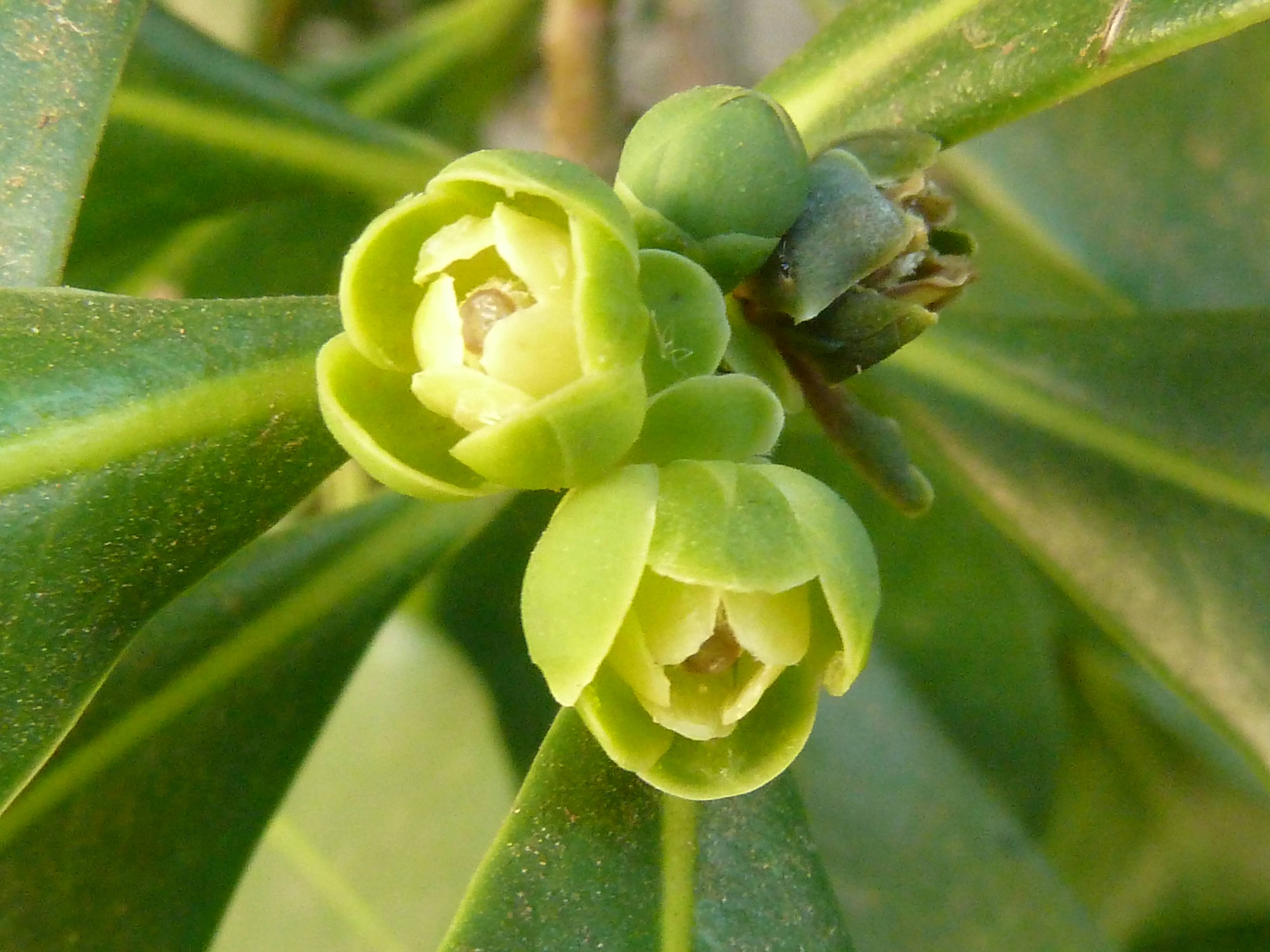
Detail květů Warburgia salutaris
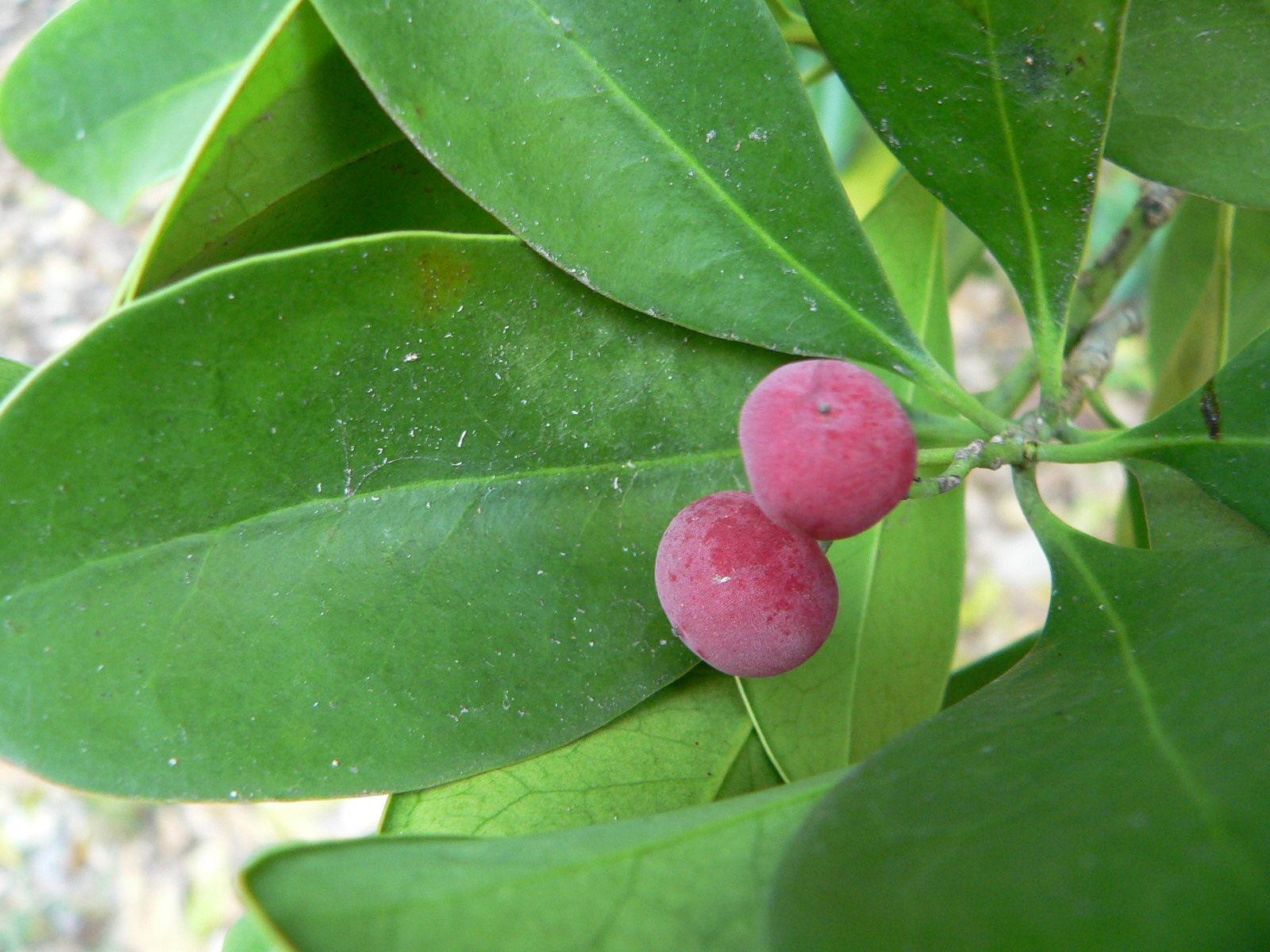
Plody kanely bílé (Canella winterana)

## Rozšíření
Čeleď kanelovité zahrnuje celkem asi 20 druhů v 5 rodech. Je rozšířena ve východní polovině subsaharské Afriky a na Madagaskaru, v tropické Střední a Jižní Americe a na Floridě.
Zástupci čeledi rostou nejčastěji v tropických poloopadavých až stálezelených lesích nižších poloh. Některé druhy dosahují korunního patra.
V Africe se vyskytují 3 druhy rodu Warburgia, na Madagaskaru rod Cinnamosma. Zbylé rody jsou americké. Na Floridu zasahuje kanela bílá (Canella winterana), rozšířená rovněž v Karibiku a na severovýchodě Jižní Ameriky. Rod Pleodendron je svým výskytem omezen pouze na Karibskou oblast, Cinnamodendron se vyskytuje v Karibiku a roztroušeně i v různých částech Jižní Ameriky.

## Zástupci
- kanela (Canella)[6]

## Význam
Kanela bílá (Canella winterana) slouží jako náhražka skořice. Aromatické listy a kůra některých druhů mají význam v místní medicíně nebo slouží k přípravě čaje.

## Seznam rodů
Canella, Cinnamodendron, Cinnamosma, Pleodendron, Warburgia